# Helmteken van de Koning der Nederlanden

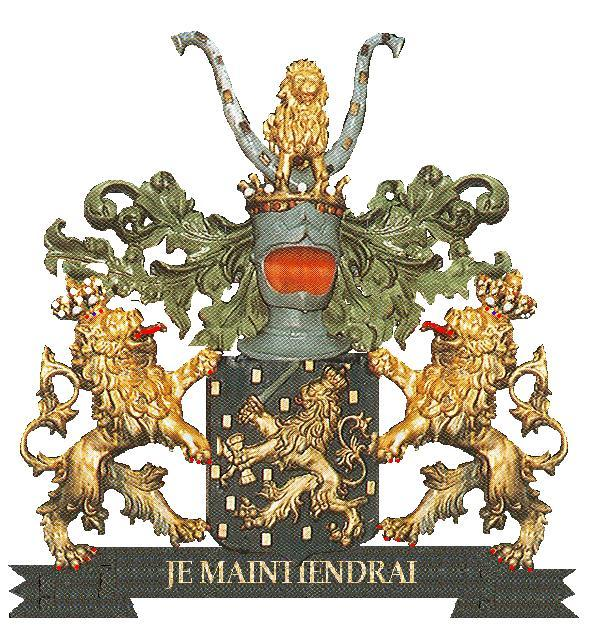
Wapen van Koning Willem I met helmteken

Op 24 augustus 1815 nam koning Willem I in een "Souverein Besluit" een helmteken aan; "twee uit eene gouden kroon zich verheffende olifantstrompen [slurven] van Azur , met gouden blokken bezaaid tussen welke de ongekroonde gouden leeuw zit".
Dit helmteken is slechts zeer zelden gebruikt. We zien het alleen terug in de ruiterzegels van de Koningen Willem I en Willem III. De helm van deze en latere koningen en koninginnen der Nederlanden in de kapel van de Orde van de Kousenband droeg een koningskroon.
Wanneer een afbeelding van het wapen van de koning een helm en een helmteken vertonen is er uiteraard geen sprake meer van een rijkswapen. In 1815 was het nog de bedoeling dat het persoonlijke wapen van de koning naast het wapen van het Koninkrijk gebruikt zou worden, in latere jaren zou de praktijk zijn dat deze twee wapens samenvielen. Een zeldzaam bord van een hofleverancier met een dergelijke afwijkend wapen bevindt zich in de collectie wapenschilden van de Stichting Hofleveranciers in Nederland. het betreft hier een wapenschild uit de regeerperiode van Koning Willem III.
Het is onduidelijk waarom in 1815 dit helmteken is aangenomen. Deze versie is namelijk van toepassing op de afstammelingen van Walram van Nassau. Hoewel de Groothertogen van Luxemburg van deze Walram afstammen en het helmteken gebruiken, stamde Willem I af van Walrams broer Otto van Nassau.

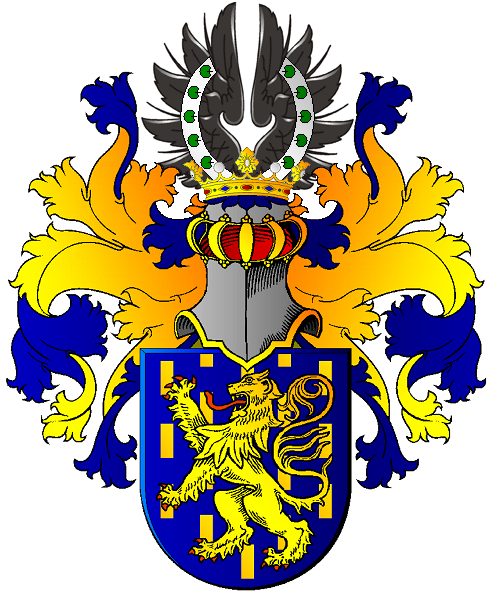
wapen met het Helmteken van de Ottoonse lijn van Nassau

Bij het opnieuw vaststellen van het Koninklijk wapen 1907 is ook het helmteken aangepast aan de versie die door de afstammelingen van Otto gebruikt is: Op een helm met gouden tralies en dekkleden van azuur en goud een helmkroon met daaruit komend een “Vlucht” van sabel elk met een gebogen schuinbalk van zilver met drie lindebladeren met de steel omhoog van sinopel.
Dit "nieuwe" helmteken mag volgens het besluit enkel door Koningen gebruikt worden. Hierdoor is het nog niet op het Koninklijk wapen gebruikt. Wel is het helmteken zichtbaar op de wapens die zijn vastgesteld voor de echtgenoten van de drie Koninginnen en voor Prins Willem-Alexander en zijn broers. Rond de voorbereidingen voor de troonsbestijging van de Prins van Oranje, op 30 april 2013, werd zijn voornemen bekendgemaakt de helm met het helmteken op het Koninklijke Wapen te gaan gebruiken. Deze voorgenomen wijziging werd enkele weken later weer ingetrokken.